# Krasne (Mykolajiw)
Krasne (ukrainisch Красне; russisch Красное Krasnoje; deutsch Krasna, auch Neu-Josefstal) ist ein Dorf im Südwesten der ukrainischen Oblast Mykolajiw mit etwa 1200 Einwohnern (2001).

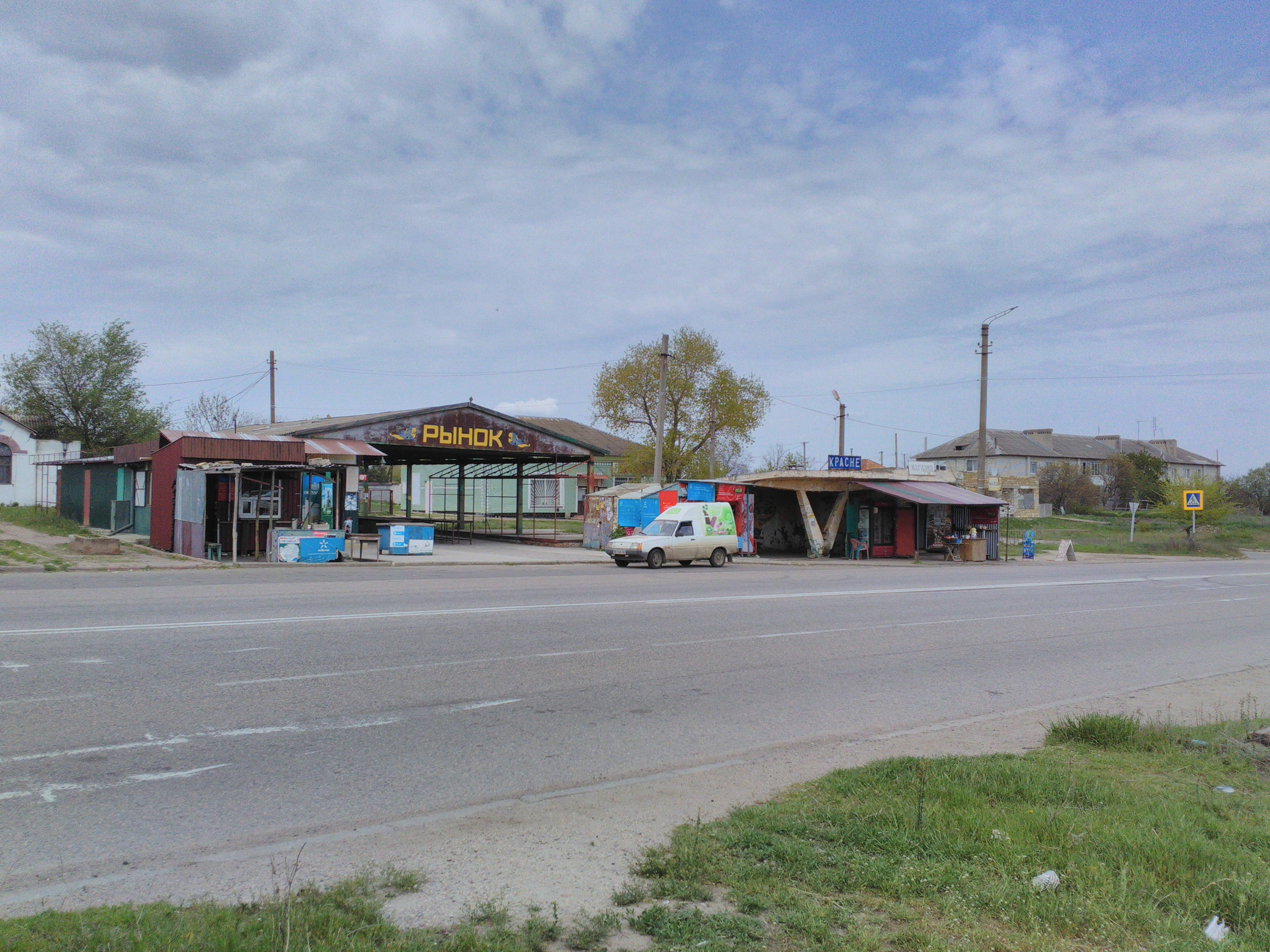
Haltestelle Krasne an der M 14

Das Dorf wurde 1870 als röm.-katholische Siedlung von Schwarzmeerdeutschen gegründet. Es gehörte zur Gemeinde Alexanderfeld (dem heutigen Beresanka) im Gouvernement Cherson des Russischen Kaiserreiches.
Die Ortschaft liegt auf einer Höhe von 31 m am Ufer des 45 km langen Sassyk (ukrainisch Сасик), der über den Beresan-Liman in das Schwarze Meer abfließt.
Krasne befindet 4 1⁄2 km südlich vom Gemeindezentrum Beresanka und 55 km südwestlich vom Oblastzentrum Mykolajiw.
Durch das Dorf verläuft die Fernstraße M 14/E 58, die an der Schwarzmeerküste entlang von Odessa über Berdjansk und Mariupol bis nach Russland führt.

## Geschichte
Um 1870 kauften katholische Kolonisten der umliegenden Dörfer Kleinliebental, Mariental, Josefstal und Franzfeld Land von einem Gutsbesitzer namens Wassili und gründeten die Tochterkolonie „Krasna“ im Sasiker Tal. Das Dorf war durch ein kleines Tal in ein Ober- und ein Unterdorf getrennt. Das Unterdorf wurde von den Kolonisten „Futter“ genannt – vom russischen Wort chutor.
Im Jahr 1944 hatte das Dorf 160 Häuser mit 849 Einwohnern und 2090 Hektar Ackerland, über 250 Hektar Weideland, 90 Hektar Weingärten und 50 Hektar Obst- und Gemüsegärten.
Am 12. Juni 2020 wurde das Dorf ein Teil der Siedlungsgemeinde Beresanka; bis dahin bildete es die Landratsgemeinde Krasne (Краснянська сільська рада/Krasnjanska silska rada) im Zentrum des Rajons Beresanka.
Seit dem 17. Juli 2020 ist es ein Teil des Rajons Mykolajiw.